# Alfios

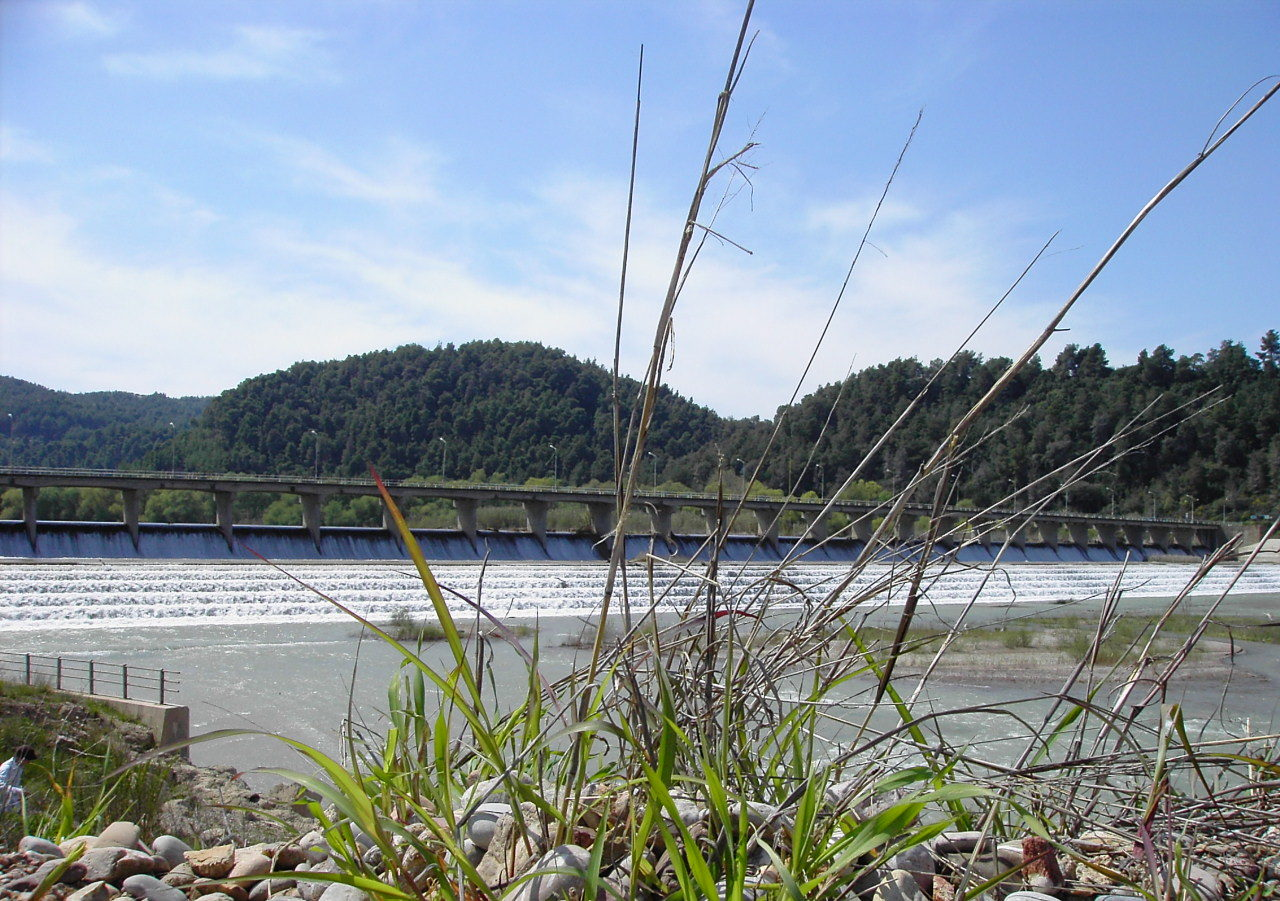
Alfios w pobliżu Olimpii.

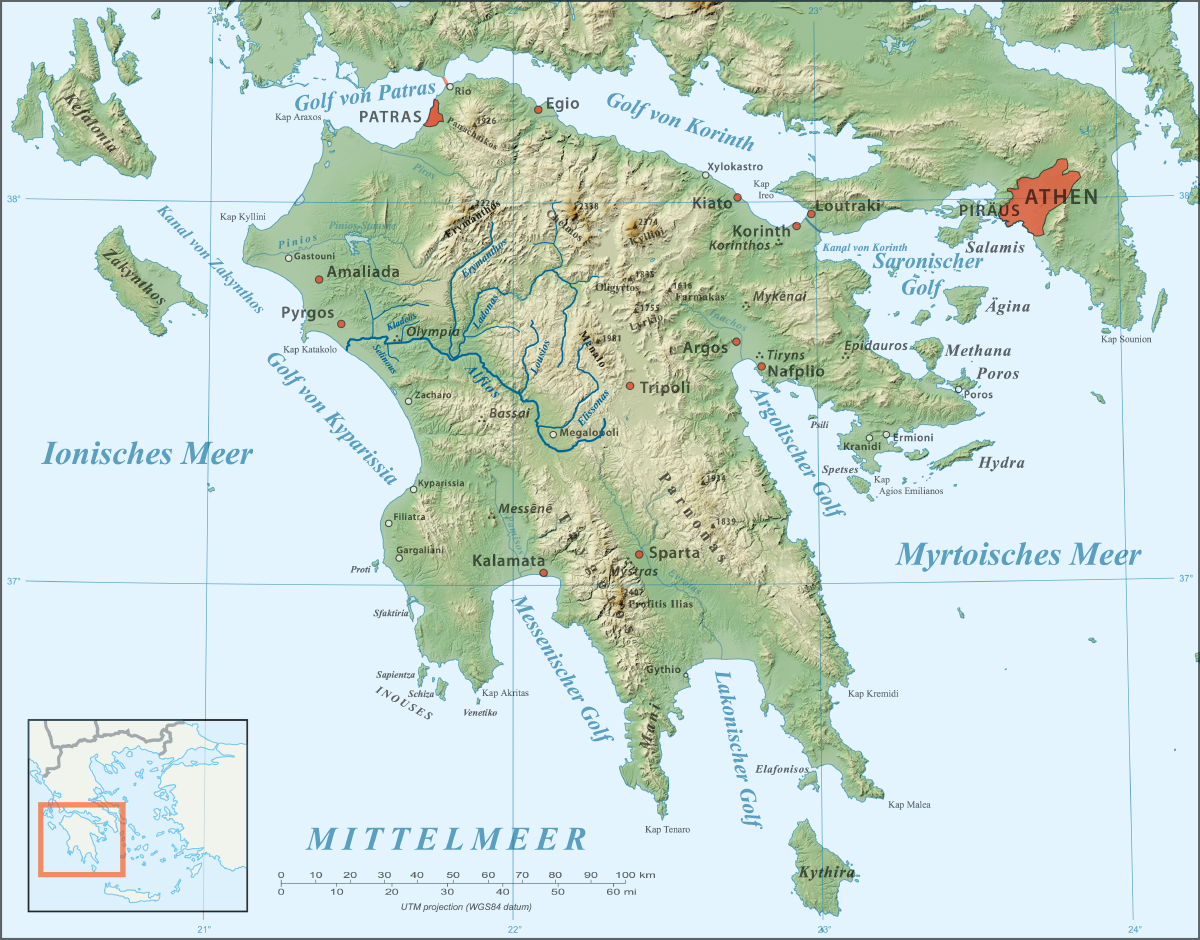
bieg rzeki Alfios

Alfios (również Alfiọs, Alfeiós; w starożytności Alfejos; gr. Αλφειός, łac. Alpheus) – rzeka w południowej Grecji o długości około 110 km, najdłuższa na półwyspie Peloponez. Posiada źródła w górach Tajget, w południowej Arkadii niedaleko miasta Megalopolis, uchodzi do Morza Jońskiego. Nad Alfios leży Olimpia – w starożytności sławne sanktuarium Zeusa i najważniejsze miejsce igrzysk sportowych w starożytnej Grecji. Nazwa rzeki pochodzi od greckiego boga rzeki Alfejosa.